# 히가시이와세정
히가시와세정(東岩瀬町)은 도야마현 가미니카와군에 있던 정이다.

## 역사
- 1889년 4월 1일 - 정촌제 시행에 의해 가미니카와군 히가시와세정이 성립하였다.
- 1940년 9월 1일 - 가미니카와군 히가시이와세정이 도야마시에 편입되었다.

## 참고문헌
- 大日本篤農家名鑑編纂所編『大日本篤農家名鑑』大日本篤農家名鑑編纂所、1910年。
- 『市町村名変遷辞典』東京堂出版、1990年。